# Табокас-ду-Брежу-Велью
Табокас-ду-Брежу-Велью (порт. Tabocas do Brejo Velho) — муниципалитет в Бразилии, входит в штат Баия. Составная часть мезорегиона Крайний запад штата Баия. Входит в экономико-статистический микрорегион Котежипи. Население составляет 13 595 человек на 2006 год. Занимает площадь 1550,518 км². Плотность населения — 8,8 чел./км².

## Статистика
- Валовой внутренний продукт на 2003 год составляет 19 851 872,00 реалов (данные: Бразильский институт географии и статистики).
- Валовой внутренний продукт на душу населения на 2003 год составляет 1509,99 реалов (данные: Бразильский институт географии и статистики).
- Индекс развития человеческого потенциала на 2000 год составляет 0,599 (данные: Программа развития ООН).